# Нестеренко Петро Володимирович
Петро Володимирович Нестеренко (13 липня 1949, село Костянтинівка) — український мистецтвознавець; дослідник мистецтва малої графіки, зокрема, екслібрису.

## Біографія
Народився 13 липня 1949 року в с. Костянтинівка Кіровоградської області. 1984 року закінчив Київський державний художній інститут (факультет теорії та історії, спеціальність мистецтвознавство; педагоги з фаху — П. Білецький, Л. Міляєва, О. Тищенко, Г. Юхимець).
- 1992 — член Національної спілки художників України;
- 1994 — президент українського екслібрис-клубу;
- 1997 — член Національної спілки майстрів народного мистецтва України;
- 2005 — член-кореспондент Української академії геральдики, товарного знаку та логотипу;
- 2006 — кандидат мистецтвознавства (дисертація «Типологія та художньо-стильові особливості українського екслібриса XVII ст. — першої половини XX ст.»);
- 2010 — доцент.

Нині працює завідувачем науково-дослідної лабораторії Національної академії образотворчого мистецтва і архітектури, а також викладає в Національній академії керівних кадрів культури і мистецтв та Інституті реклами.
В. П. Нестереко є організатором більше 20 виставок екслібриса в Україні, а також Англії, Німеччині, Данії.
Є членом Видавничої ради при Департаменті суспільних комунікацій виконавчого органу Київської міської ради (Київської міської державної адміністрації).
З 2020 року викладає у Інституті дизайну при Міжрегіональній академії управління персоналом, з 2023 року - завідувач кафедри Дизайну.

## Праці
У науковому доробку П. В. Нестеренка — 30 праць з історії мистецтва. Він є автором чотирьох робочих програм та навчального посібника «Експертиза предметів і атрибутів: геральдика» (видані НАОМА). 2010 року друком вийшла наукова праця «Історія українського екслібриса» в якій висвітлюється історія виникнення та розвитку мистецтва екслібриса від XVII ст. до нашого часу, розглядаються його різновиди, тлумачиться зміст.
З 1986 року опубліковані понад 200 статей в Україні та за кордоном (Англія, Іспанія, Канада, Німеччина, США).